# 希齊希洛赫格拉本河

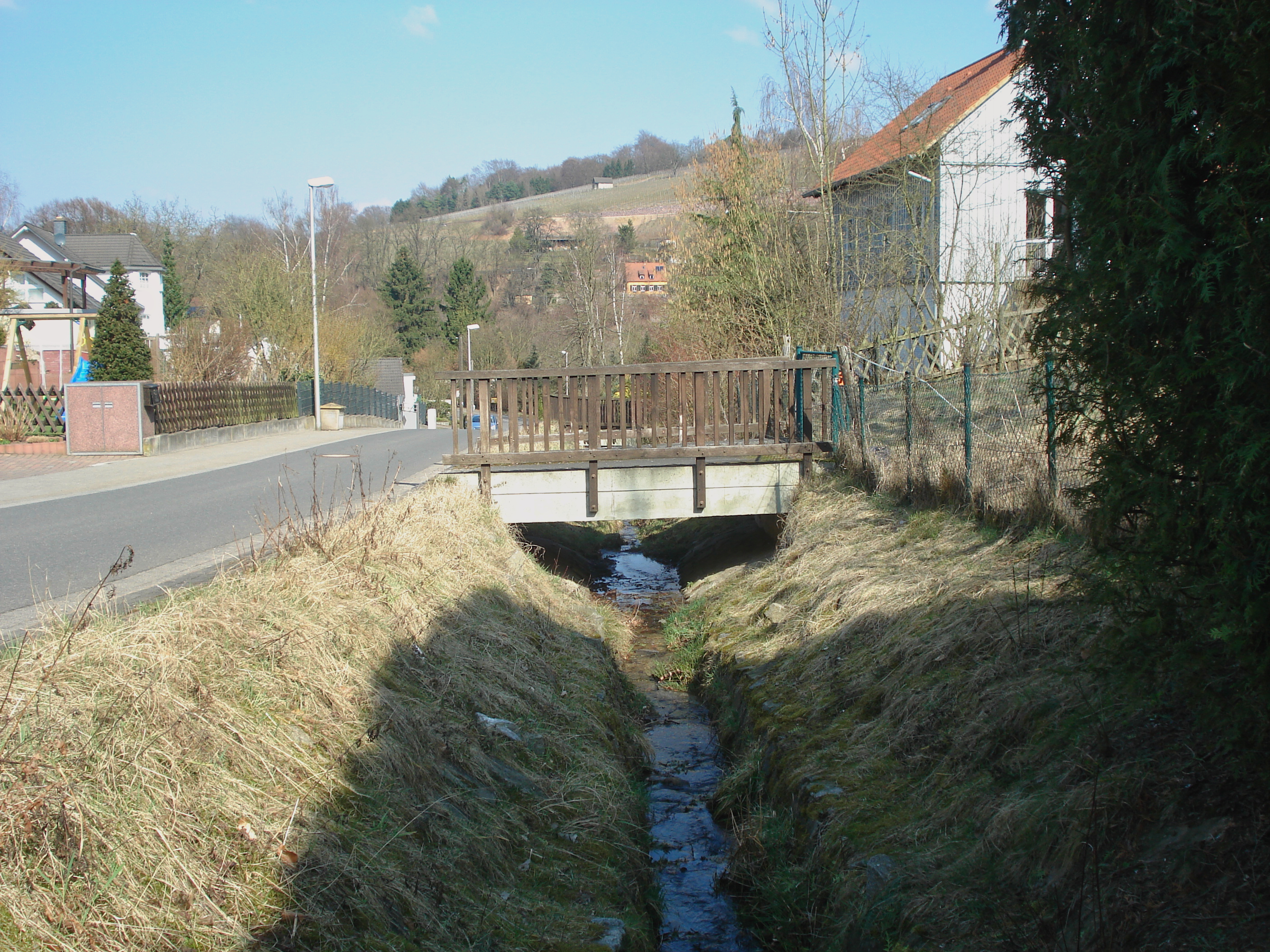

50°5′59.65″N 9°7′8.03″E / 50.0999028°N 9.1188972°E
希齊希洛赫格拉本河（德語：Hitziger Lochgraben），是德國的河流，位於該國東南部，由巴伐利亞負責管轄，屬於卡爾河的左支流，河道全長1.3公里，流域面積0.8平方公里。